# Lista de cinesseriados produzidos na década de 1940
| Produtora         | Título                               | Capítulos | Gênero                     | Diretor                                              | Elenco                                                     | Observações |
| ----------------- | ------------------------------------ | --------- | -------------------------- | ---------------------------------------------------- | ---------------------------------------------------------- | --- |
| 1940              |                                      |           |                            |                                                      |                                                            | |
| Columbia Pictures | The Shadow                           | 15        | Policial                   | James W. Horne                                       | Victor Jory                                                | No Brasil, “A Sombra do Terror”. Em Portugal, “O Tigre Negro”.                                                                                  |
| Columbia Pictures | Terry and the Pirates                | 15        | Aventura                   | James W. Horne                                       | William Tracy Granville Owen                               | No Brasil: "Terry e os Piratas". |
| Columbia Pictures | Deadwood Dick                        | 15        | Western                    | James W. Horne                                       | Don Douglas Lorna Gray Harry Harvey Marin Sais             | No Brasil, "O Caveira" |
| Columbia Pictures | The Green Archer                     | 15        | Mistério                   | James W. Horne                                       | Victor Jory Iris Meredith James Craven                     | No Brasil, “O Arqueiro Verde” |
| Republic Pictures | Drums of Fu Manchu                   | 15        | Aventura                   | William Witney John English                          | Henry Brandon                                              | No Brasil, “Os Tambores de Fu Manchu” |
| Republic Pictures | Adventures of Red Ryder              | 12        | Western                    | William Witney John English                          | Don "Red" Barry                                            | No Brasil, "As Aventuras de Red Ryder". Em Portugal, “Os Mistérios do Cavaleiro Vermelho”.                                                      |
| Republic Pictures | King of the Royal Mounted            | 12        | Western                    | William Witney John English                          | Allan Lane                                                 | No Brasil e em Portugal, “O Rei da Polícia Montada”.                                                                                            |
| Republic Pictures | Mysterious Doctor Satan              | 15        | Ação                       | William Witney John English                          | Eduardo Ciannelli                                          | No Brasil, “O Misterioso Dr. Satan”. Em Portugal, "O Misterioso Doutor Satan".                                                                  |
| Universal Studios | The Green Hornet                     | 13        | Policial                   | Ray Taylor Ford Beebe                                | Gordon Jones Keye Luke Alan Ladd                           | No Brasil, “O Besouro Verde” |
| Universal Studios | Flash Gordon Conquers the Universe   | 12        | Ficção científica          | Ray Taylor Ford Beebe                                | Buster Crabbe                                              | No Brasil, "Flash Gordon Conquistando o Mundo" ou "Flash Gordon Conquistando o Universo". Em Portugal, "A Conquista do Universo".               |
| Universal Studios | Winners of the West                  | 13        | Western                    | Ray Taylor Ford Beebe                                | Dick Foran Anne Nagel                                      | Em Portugal, "Conquistadores do Oeste". |
| Universal Studios | Junior G-Men                         | 12        | Policial                   | John Rawlins Ford Beebe                              | Billy Halop Huntz Hall Gabriel Dell Bernard Punsly         | No Brasil, "G-Men Juvenis". |
| 1941              |                                      |           |                            |                                                      |                                                            | |
| Universal Studios | The Green Hornet Strikes Again!      | 15        | Policial                   | John Rawlins Ford Beebe                              | Warren Hull                                                | No Brasil, “A Volta do Besouro Verde”. |
| Columbia Pictures | White Eagle                          | 15        | Western                    | James W. Horne                                       | Buck Jones Raymond Hatton Dorothy Fay                      | No Brasil, "Águia Branca". |
| Columbia Pictures | The Spider Returns                   | 15        | Policial                   | James W. Horne                                       | Warren Hull Mary Ainslee Dave O'Brien                      | No Brasil, “A Volta do Aranha Negra”. Em Portugal, "A Volta da Aranha"                                                                          |
| Columbia Pictures | The Iron Claw                        | 15        | Policial                   | James W. Horne                                       | Charles Quigley Joyce Bryant Walter Sande                  | No Brasil, "A Garra de Ferro". |
| Columbia Pictures | Holt of the Secret Service           | 15        | Policial                   | James W. Horne                                       | Jack Holt Evelyn Brent                                     | No Brasil, "Serviço Secreto". |
| Republic Pictures | Adventures of Captain Marvel         | 12        | Super-herói                | William Witney John English                          | Tom Tyler                                                  | Primeiro filme de super-herói. |
| Republic Pictures | Jungle Girl                          | 15        | Aventura                   | William Witney John English                          | Frances Gifford                                            | No Brasil, "A Filha das Selvas". |
| Republic Pictures | King of the Texas Rangers            | 12        | Western                    | William Witney John English                          | Sammy Baugh                                                | No Brasil, "Contra a Quinta Coluna". |
| Republic Pictures | Dick Tracy vs. Crime, Inc.           | 15        | Policial                   | William Witney John English                          | Ralph Byrd                                                 | Também conhecido como "Dick Tracy vs. Phantom Empire". No Brasil, "Dick Tracy Contra o Crime". Em Portugal, "A Vingança do Homem Transparente". |
| Universal Studios | Sky Raiders                          | 12        | Aventura Espionagem        | Ray Taylor Ford Beebe                                | Billy Halop Donald Woods                                   | No Brasil, "Guerra no Ar". |
| Universal Studios | Riders of Death Valley               | 15        | Western                    | Ray Taylor Ford Beebe                                | Buck Jones Dick Foran Jean Brooks                          | No Brasil, “Os Cavaleiros da Morte”, em Portugal, “Os Cavaleiros do vale da Morte”.                                                             |
| Universal Studios | Sea Raiders                          | 12        | Policial                   | John Rawlins Ford Beebe                              | Billy Halop Huntz Hall Gabriel Dell Bernard Punsly         | Em Portugal, "Os Piratas dos Mares das Trevas"; no Brasil, "'Bandidos do Mar".                                                                  |
| 1942              |                                      |           |                            |                                                      |                                                            | |
| Columbia Pictures | Captain Midnight                     | 15        | Aventura                   | James W. Horne                                       | Dave O'Brien James Craven                                  | No Brasil: "O Capitão Meia-Noite". |
| Columbia Pictures | Perils of the Royal Mounted          | 15        | Aventura                   | James W. Horne                                       | Robert Kellard Nell O'Day Kenneth MacDonald                | No Brasil, "Os Valentes da Guarda". |
| Columbia Pictures | The Secret Code                      | 15        | Guerra, Espionagem         | Spencer Gordon Bennet                                | Paul Kelly Eddie Polo Tom London                           | No Brasil, "O Código Secreto", e o personagem ficou conhecido como "Comando Negro". Em Portugal, "A Arma Invisível".                            |
| Columbia Pictures | The Valley of Vanishing Men          | 15        | Western                    | Spencer Gordon Bennet                                | William Elliott Slim Summerville Carmen Morales            | No Brasil, “Vale dos Desaparecidos”. |
| Republic Pictures | Spy Smasher                          | 12        | Guerra, Super-herói        | William Witney                                       | Kane Richmond                                              | No Brasil, "O Terror dos Espiões". Em Portugal, "O Alvo Humano".                                                                                |
| Republic Pictures | Perils of Nyoka                      | 15        | Aventura                   | William Witney                                       | Kay Aldridge Clayton Moore                                 | No Brasil "Os Perigos de Nyoka". Em Portugal, “A Vingança do Gorila Gigante”.                                                                   |
| Republic Pictures | King of the Mounties                 | 12        | Espionagem Ação            | William Witney                                       | Allan Lane Gilbert Emery                                   | No Brasil, "Polícia Montada Contra a Sabotagem". Em Portugal, "O Vulcão da Morte".                                                              |
| Universal Studios | Don Winslow of the Navy              | 12        | Espionagem Ação            | Ray Taylor Ford Beebe                                | Don Terry Walter Sande                                     | Em Portugal, "O Marinheiro Invencível"; no Brasil, "Don Winslow na Marinha".                                                                    |
| Universal Studios | Gang Busters                         | 13        | Policial                   | Ray Taylor Noel M. Smith                             | Kent Taylor Irene Hervey                                   | No Brasil, “Guerra aos Gângsters”. Em Portugal, "Rivais de Al Capone".                                                                          |
| Universal Studios | Junior G-Men of the Air              | 12        | Aventura Espionagem        | Ray Taylor Lewis D. Collins                          | Billy Halop Gene Reynolds Turhan Bey                       | Em Portugal, "Polícia Aérea". |
| Universal Studios | Overland Mail                        | 15        | Western                    | John Rawlins Ford Beebe                              | Lon Chaney Jr. Noah Beery, Jr.                             | Em Portugal, "'O Correio do Oeste"; no Brasil, "A Diligência Vitoriosa".                                                                        |
| 1943              |                                      |           |                            |                                                      |                                                            | |
| Columbia Pictures | Batman                               | 15        | Super-herói                | Lambert Hillyer                                      | Lewis Wilson Douglas Croft J. Carrel Naish                 | No Brasil, "O Morcego". |
| Columbia Pictures | The Phantom                          | 15        | Aventura Super-herói       | B. Reeves Eason                                      | Tom Tyler Jeanne Bates Frank Shannon                       | No Brasil: "O Fantasma Voador". |
| Republic Pictures | G-Men vs The Black Dragon            | 15        | Espionagem                 | Spencer Gordon Bennet                                | Rod Cameron                                                | No Brasil, "O Dragão Negro". |
| Republic Pictures | Daredevils of the West               | 12        | Western                    | John English                                         | Allan Lane Kay Aldridge                                    | No Brasil, "A Tribo Misteriosa". Em Portugal, "Os Demônios da Caverna Sangrenta".                                                               |
| Republic Pictures | Secret Service in Darkest Africa     | 15        | Espionagem                 | Spencer Gordon Bennet                                | Rod Cameron                                                | No Brasil "A Adaga de Salomão". |
| Republic Pictures | The Masked Marvel                    | 12        | Super-herói                | Spencer Gordon Bennet                                | Tom Steele David Bacon                                     | No Brasil, "O Maravilhoso Mascarado". Em Portugal, "Marvel, o Misterioso Mascarado".                                                            |
| Universal Studios | The Adventures of Smilin' Jack       | 13        | Guerra Aventura            | Ray Taylor Lewis D. Collins                          | Tom Brown Keye Luke                                        | No Brasil, "Aventuras de Chico Viramundo". |
| Universal Studios | Don Winslow of the Coast Guard       | 13        | Espionagem Ação            | Ray Taylor Lewis D. Collins                          | Don Terry Walter Sande Elyse Knox                          | No Brasil, "Don Winslow na Guarda-Costas". |
| Universal Studios | Adventures of the Flying Cadets      | 13        | Aventura                   | Ray Taylor Lewis D. Collins                          | Johnny Downs Billy Benedict                                | Em Portugal, "O Carrasco Negro". |
| 1944              |                                      |           |                            |                                                      |                                                            | |
| Columbia Pictures | The Desert Hawk                      | 15        | Aventura                   | B. Reeves Eason                                      | Gilbert Roland Mona Maris                                  | No Brasil, "O Falcão do Deserto". |
| Columbia Pictures | Black Arrow                          | 15        | Western                    | B. Reeves Eason Lew Landers                          | Robert Scott Adele Jergens                                 | No Brasil, "Flecha Negra". Em Portugal, "Flecha Negra"                                                                                          |
| Republic Pictures | Captain America                      | 15        | Super-herói                | Elmer Clifton John English                           | Dick Purcell                                               | No Brasil "Capitão América, o Vencedor". Em Portugal, “A Morte Vermelha”.                                                                       |
| Republic Pictures | The Tiger Woman                      | 12        | Aventura                   | Spencer Gordon Bennet                                | Linda Stirling                                             | No Brasil, "A Mulher Tigre". Em Portugal, "A Mulher-Tigre".                                                                                     |
| Republic Pictures | Haunted Harbor                       | 15        | Aventura                   | Spencer Gordon Bennet Wallace Grissell               | Kane Richmond Kay Aldridge                                 | No Brasil, "O Porto Fantasma". Em Portugal, "O Capitão Tormenta". Também conhecido como Pirates' Harbor.                                        |
| Republic Pictures | Zorro's Black Whip                   | 12        | Western                    | Spencer Gordon Bennet Wallace Grissell               | Linda Stirling.                                            | No Brasil, "O Chicote do Zorro". Em Portugal, "Zorro, o Vingador".                                                                              |
| Universal Studios | The Great Alaskan Mystery            | 13        | Aventura                   | Ray Taylor Lewis D. Collins                          | Milburn Stone Marjorie Weaver Edgar Kennedy                | Em Portugal, "A Bomba Secreta". |
| Universal Studios | Raiders of Ghost City                | 13        | Western                    | Ray Taylor Lewis D. Collins                          | Dennis Moore Wanda McKay                                   | Em Portugal, "Os Bandidos da Cidade Fantasma".                                                                                                  |
| Universal Studios | Mystery of the River Boat            | 13        | Suspense                   | Ray Taylor Lewis D. Collins                          | Robert Lowery Mantan Moreland                              | No Brasil, "Barca Misteriosa". |
| 1945              |                                      |           |                            |                                                      |                                                            | |
| Columbia Pictures | Brenda Starr, Reporter               | 13        | Policial                   | Wallace Fox                                          | Joan Woodbury Kane Richmond                                | No Brasil, "Brenda Starr, Repórter". |
| Columbia Pictures | The Monster and the Ape              | 15        | Ficção científica          | Howard Bretherton                                    | Robert Lowery George Macready Ralph Morgan                 | No Brasil, "O Monstro e o Gorila". |
| Columbia Pictures | Jungle Raiders                       | 15        | Aventura                   | Lesley Selander                                      | Kane Richmond Eddie Quillan Veda Ann Borg Carol Hughes     | No Brasil, "Bandidos das Selvas". |
| Columbia Pictures | Who's Guilty?                        | 15        | Suspense                   | Howard Bretherton Wallace Grissell                   | Robert Kent Amelita Ward Charles B. Middleton              | No Brasil, “O Vingador Desconhecido”. |
| Republic Pictures | Manhunt of Mystery Island            | 15        | Aventura Ficção científica | Spencer Gordon Bennet Wallace Grissell Yakima Canutt | Richard Bailey Linda Stirling                              | No Brasil, "O Segredo da Ilha Misteriosa". Em Portugal, "O Prisioneiro da Ilha do Diabo".                                                       |
| Republic Pictures | Federal Operator 99                  | 12        | Policial                   | Spencer Gordon Bennet Wallace Grissell Yakima Canutt | Marten Lamont Helen Talbot                                 | No Brasil, “Agente Federal 99”. |
| Republic Pictures | The Purple Monster Strikes           | 15        | Ficção científica          | Spencer Gordon Bennet Fred C. Brannon                | Dennis Moore Linda Stirling Roy Barcroft                   | No Brasil: "Marte Invade a Terra". Em Portugal, “O Monstro Vermelho Ataca”.                                                                     |
| Universal Studios | Jungle Queen                         | 13        | Aventura                   | Ray Taylor Lewis D. Collins                          | Ruth Roman                                                 | No Brasil, "A Rainha das Selvas". |
| Universal Studios | The Master Key                       | 13        | Suspense                   | Ray Taylor Lewis D. Collins                          | Milburn Stone Jan Wiley Dennis Moore Addison Richards      | Em Portugal, "O Chefe Supremo" |
| Universal Studios | Secret Agent X-9                     | 13        | Espionagem                 | Ray Taylor Lewis D. Collins                          | Lloyd Bridges Keye Luke Jan Wiley Victoria Horne           | No Brasil, "O Agente Secreto X-9". |
| Universal Studios | The Royal Mounted Rides Again        | 13        | Aventura                   | Ray Taylor Lewis D. Collins                          | George Dolenz Bill Kennedy Daun Kennedy                    | No Brasil, "Mina Secreta". |
| 1946              |                                      |           |                            |                                                      |                                                            | |
| Columbia Pictures | Hop Harrigan                         | 15        | Aventura                   | Derwin Abrahams                                      | William Bakewell Jennifer Holt                             | No Brasil: "O Raio Destruidor". |
| Columbia Pictures | Chick Carter, Detective              | 15        | Policial                   | Derwin Abrahams                                      | Lyle Talbot Douglas Fowley                                 | No Brasil, “Chick Carter, o Detetive”. |
| Columbia Pictures | Son of the Guardsman                 | 15        | Aventura                   | Derwin Abrahams                                      | Robert Shaw Daun Kennedy Jock Mahoney                      | No Brasil, "A Sangue e Espada". |
| Republic Pictures | The Phantom Rider                    | 12        | Western                    | Spencer Gordon Bennet Fred C. Brannon                | Robert Kent Peggy Stewart                                  | No Brasil, "O Cavaleiro Fantasma" |
| Republic Pictures | King of the Forest Rangers           | 12        | Ação                       | Spencer Gordon Bennet Fred C. Brannon                | Larry Thompson Helen Talbot                                | No Brasil, "O Enigma das Torres". |
| Republic Pictures | Daughter of Don Q                    | 12        | Aventura                   | Spencer Gordon Bennet Fred C. Brannon                | Kirk Alyn Adrian Both                                      | No Brasil: "A Filha de Don Q". |
| Republic Pictures | The Crimson Ghost                    | 12        | Ficção científica          | William Witney Fred C. Brannon                       | Charles Quigley Linda Stirling Clayton Moore               | No Brasil, “O Espírito Escarlate”. Em Portugal, "O Fantasma do Homem Diabo".                                                                    |
| Universal Studios | The Scarlet Horseman                 | 13        | Western                    | Ray Taylor Lewis D. Collins                          | Peter Cookson Paul Guilfoyle Janet Shaw Virginia Christine | Em Portugal, "O Cavaleiro Vermelho". |
| Universal Studios | Lost City of the Jungle              | 13        | Espionagem Ação            | Ray Taylor Lewis D. Collins                          | Russell Hayden Jane Adams Lionel Atwill Keye Luke          | Em Portugal, "'A Cidade Perdida" |
| Universal Studios | The Mysterious Mr. M                 | 13        | Ficção científica          | Lewis D. Collins Vernon Keays                        | Dennis Moore                                               | Último seriado da Universal Studios. Em Portugal, "O Misterioso Mr. M".                                                                         |
| 1947              |                                      |           |                            |                                                      |                                                            | |
| Columbia Pictures | Jack Armstrong                       | 15        | Ficção científica Aventura | Wallace Fox                                          | John Hart Charles B. Middleton                             | No Brasil, "O Homem de Ferro". |
| Columbia Pictures | The Vigilante                        | 15        | Western Ação               | Wallace Fox                                          | Ralph Byrd Ramsay Ames Lyle Talbot                         | No Brasil, "O Terror das Montanhas", ou "O Vigilante".                                                                                          |
| Columbia Pictures | The Sea Hound                        | 15        | Aventura                   | Walter B. Eason Mack V. Wright                       | Buster Crabbe Jimmy Lloyd Pamela Blake                     | No Brasil e em Portugal, "O Terror dos Mares".                                                                                                  |
| Columbia Pictures | Brick Bradford                       | 15        | Ficção científica          | Spencer Gordon Bennet                                | Kane Richmond Rick Vallin Linda Leighton                   | No Brasil: "Brick Bradford". Em Portugal, Aventureiros da Lua.                                                                                  |
| Republic Pictures | Son of Zorro                         | 13        | Western Aventura           | Spencer Gordon Bennet Fred C. Brannon                | George Turner Peggy Stewart                                | No Brasil: "O Filho do Zorro". Em Portugal, "O Filho do Zorro".                                                                                 |
| Republic Pictures | Jesse James Rides Again              | 13        | Western                    | Fred C. Brannon                                      | Clayton Moore Linda Stirling                               | No Brasil, "A Volta de Jesse James". |
| Republic Pictures | The Black Widow                      | 13        | Espionagem Policial        | Spencer Gordon Bennet Fred C. Brannon                | Bruce Edwards Virginia Lindley Carol Forman                | No Brasil, “A Aranha Mortal”. Em Portugal, “O Mistério da Dama Negra”.                                                                          |
| 1948              |                                      |           |                            |                                                      |                                                            | |
| Columbia Pictures | Tex Granger                          | 15        | Western                    | Derwin Abrahams                                      | Robert Kellard Peggy Stewart                               | No Brasil, "Tex Granger". |
| Columbia Pictures | Superman                             | 15        | Super-herói                | Spencer Gordon Bennet                                | Kirk Alyn Noel Neill                                       | Primeiro filme de Superman. No Brasil, "Super-Homem".                                                                                           |
| Columbia Pictures | Congo Bill                           | 15        | Aventura                   | Spencer Gordon Bennet                                | Don McGuire Cleo Moore                                     | No Brasil, "A Rainha do Congo". Em Portugal, "Congo Bill - O Mistério da Rainha Branca".                                                        |
| Republic Pictures | G-Men Never Forget                   | 12        | Policial                   | Fred C. Brannon                                      | Clayton Moore Roy Barcroft Ramsay Ames                     | No Brasil, “Os Vingadores do Crime”. |
| Republic Pictures | Dangers of the Canadian Mounted      | 12        | Aventura                   | Fred C. Brannon                                      | Jim Bannon Virginia Belmont                                | No Brasil, "Perigos da Real Polícia Montada".                                                                                                   |
| Republic Pictures | Adventures of Frank and Jesse James  | 13        | Western                    | Fred C. Brannon                                      | Clayton Moore Steve Darrell Noel Neill                     | No Brasil, “Aventuras de Frank e Jesse James”. Em Portugal, “O Regresso de Frank e Jesse James”.                                                |
| 1949              |                                      |           |                            |                                                      |                                                            | |
| Columbia Pictures | Bruce Gentry, Daredevil of the Skies | 15        | Ficção científica Aventura | Spencer Gordon Bennet                                | Tom Neal Judy Clark                                        | No Brasil: "O Disco Voador". |
| Columbia Pictures | Batman and Robin                     | 15        | Super-herói                | Spencer Gordon Bennet                                | Robert Lowery John Duncan Lyle Talbot                      | No Brasil, "A Volta do Homem-Morcego". Em Portugal, “Novas Aventuras do Homem Morcego”.                                                         |
| Columbia Pictures | Adventures of Sir Galahad            | 15        | Aventura                   | Spencer Gordon Bennet                                | George Reeves Nelson Leigh                                 | No Brasil: "Os Cavaleiros do Rei Artur". |
| Republic Pictures | Federal Agents vs. Underworld, Inc   | 12        | Policial                   | Fred C. Brannon                                      | Kirk Alyn Rosemary La Planche                              | No Brasil: "O Segredo dos Túmulos". |
| Republic Pictures | Ghost of Zorro                       | 12        | Western Aventura           | Fred C. Brannon                                      | Clayton Moore Pamela Blake                                 | No Brasil: "O Fantasma do Zorro". Em Portugal, "O Fantasma do Zorro".                                                                           |
| Republic Pictures | King of the Rocket Men               | 12        | Ficção científica          | Fred C. Brannon                                      | Tristram Coffin Mae Clarke                                 | No Brasil, "O Homem Foguete". Em Portugal, “O Super-Homem Foguete”.                                                                             |
| Republic Pictures | The James Brothers of Missouri       | 12        | Western                    | Fred C. Brannon                                      | Keith Richards Robert Bice Noel Neill                      | No Brasil, "As Aventuras de Jesse James" |
| Republic Pictures | Radar Patrol vs. Spy King            | 12        | Espionagem                 | Fred C. Brannon                                      | Kirk Alyn Jean Dean John Merton                            | No Brasil: "O Rei dos Espiões"; em Portugal, "'A Patrulha Radar Contra o Rei dos Espiões".                                                      |